# Передо Лейге, Роберто
Роберто Передо Лейге (исп. Roberto Peredo Leigue, псевдоним — Коко (исп. Coco); 23 мая 1938 — 26 сентября 1967) — боливийский революционер, брат Гидо Альваро Передо Лейге и Освальдо Передо Лейге, соратник Эрнесто Гевары. Захвачен правительственными войсками и на следующий день расстрелян.